# NGC 1260
NGC 1260 је лентикуларна галаксија у сазвежђу Персеј која се налази на NGC листи објеката дубоког неба.
Деклинација објекта је + 41° 24' 19" а ректасцензија 3h 17m 27,2s. Привидна величина (магнитуда) објекта NGC 1260 износи 13,3 а фотографска магнитуда 14,2. Налази се на удаљености од 76,671 милиона парсека од Сунца. NGC 1260 је још познат и под ознакама UGC 2634, MCG 7-7-47, CGCG 540-81, IRAS 03141+4113, PGC 12219.